# Myracrodruon urundeuva
Myracrodruon urundeuva (urunde'y mi, urundeimí, urunday, cuchi, urudey,  aroeira, urundeúva, urindeúva, arindeúva;  es una especie botánica de árbol maderable, con frecuencia usado para apicultura. Es nativa de Argentina, Brasil, Bolivia, Paraguay, y típica de  la vegetación Caatinga, Cerrado, Pantanal, en Brasil.
Su madera es sumamente dura, llamada en inglés ironwood, “palo fierro”, es comúnmente usada para hacer postes de luz, ya que su madera nunca se pudre.
En Bolivia, aunque existe este árbol en toda la amazonía, su presencia es más común en bosques subhúmedos como el chaco. En esta región, la palabra cuchi tomó relevancia cultural, por el violinista Omar Valdivieso Segovia, a quien el compositor Yalo Cuéllar dedicó una canción llamada “El violín del cuchi”.

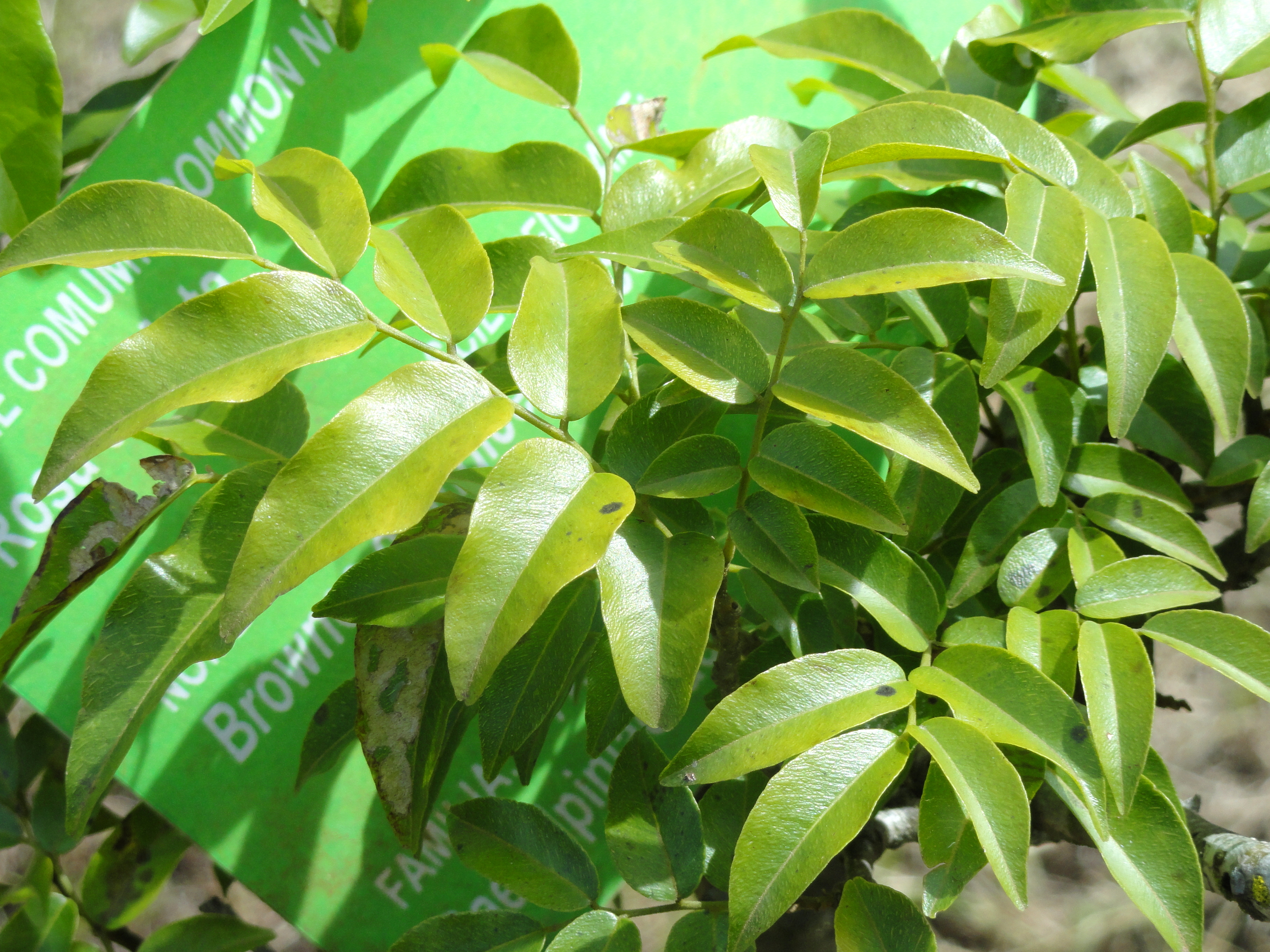
Hojas

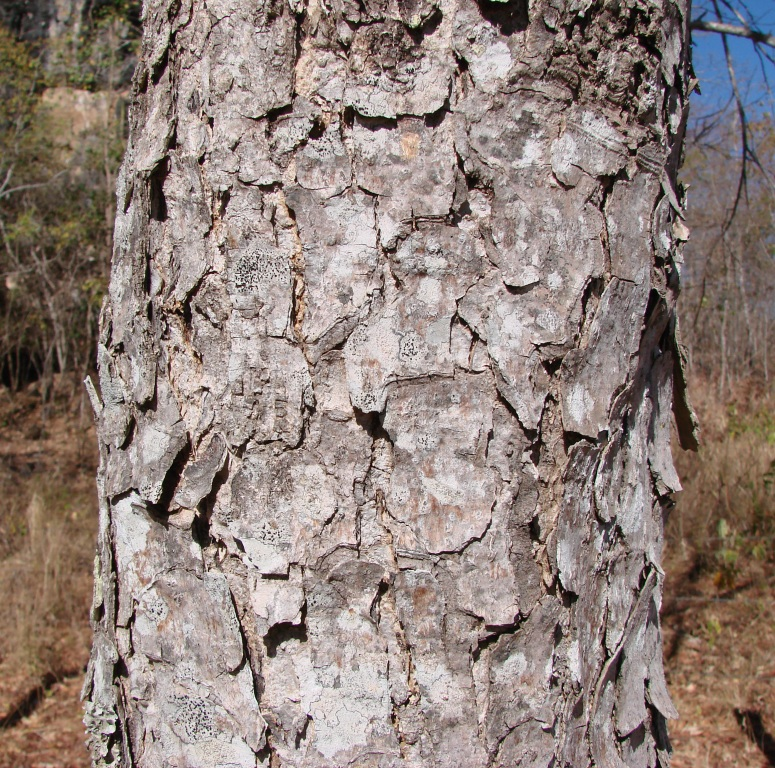
Tronco

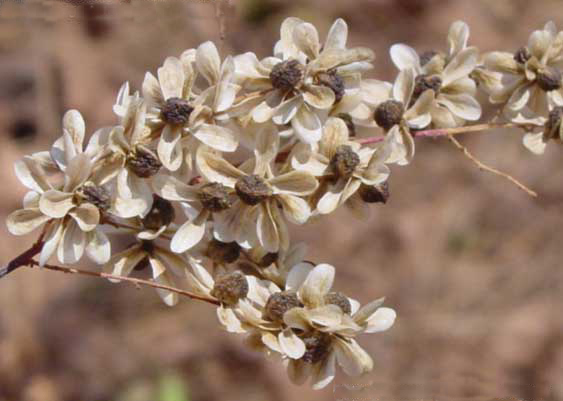
Frutos

## Descripción
Raíz principal desarrollada, pocas raíces laterales largas, puntiagudas. Copa aplanada, fuste cilíndrico, largo, con contrafuertes en la base.
Florece de agosto a septiembre, y fructifica de noviembre a diciembre, con cosecha de diciembre a enero; se recolectan las semillas en el árbol o en el suelo, enseguida cuando caen. El número de semillas/kg es de 45.000 - 47.000; germinando el 85-90 %, en 5-15 días  (enlace roto disponible en Internet Archive; véase el historial, la primera versión y la última).

## Ecología
Se halla en áreas norteñas de la cuenca del río Paraguay; en el Chaco es común en los bosques altos; prefiere suelo arenoso, bien drenado, formando parte del estrato superior del bosque alto.

## Usos
- Carbón, leña, maderable

Construcciones en general, hidráulicas, durmientes, alcantarillas, pisos de muelles, pilotes, armazones de puentes, postes, tranqueras, basamentos,  en uso que requiere excelente cualidad de alta densidad, dureza, resistencia, estabilidad, durabilidad, sin  tendencia a grietas y rajaduras longitudinales. Apta para torno, se logra superficie lisa y brillante.
En Bolivia se encuentra entre las 13 especies más extraídas para exportación.

## Toxicidad

### Endógena
N/A

### Exógena
Se reporta que esta sp. es muy susceptible a varios herbicidas como glifosato, sugiriendo un manejo de la malezas restringido y apropiado.

## Efectos potenciales a la salud
Se cree que los taninos aislados de la corteza de los tallos tienen funciones neuroprotectoras, capaces de revertir la toxicidad inducida por 6-hidroxidopamina.  Tiene promisorio futuro para un uso terapéutico, pudiendo mejorar a pacientes con enfermedades neurológicas.  Souza et al. descubren que los taninos aisladod de la corteza de tallos,  también tiene potencial antiinflamatorio y antiulceroso en roedores, mostrando una fuerte propiedad antioxidante de posible aplicación terapéutica.

## Taxonomía
Myracrodruon urundeuva fue descrita por Manoel Allemão y publicado en Trabalhos da Commissão Scientifica de Exploracão, Seccão Botanica 1: 3. 1862.